# اوبرویل-لا-رنو
اوبرویل-لا-رنو (به فرانسوی: Auberville-la-Renault) یک کمون در فرانسه است که در canton of Goderville واقع شده‌است. اوبرویل-لا-رنو ۴٫۹۶ کیلومتر مربع مساحت دارد ۱۱۱ متر بالاتر از سطح دریا واقع شده‌است.